# Liz McDaid
Liz McDaid est une militante sud-africaine, responsable Éco-Justice  pour l'Afrique australe, des Southern African Faith Communities' Environment Institute (SAFCEI). Avec Makoma Lekalakala, elle reçoit en 2018  le Prix Goldman de l'Environnement, à la suite de leur combat juridique pour arrêter la relance  du programme nucléaire civil sud-africain. Leurs organisations, Earthlife Africa et Southern African Faith Communities' Environment Institute, ont fait équipe, avec d'autres groupes et des avocats, pour attaquer le gouvernement en justice, sur des irrégularités de procédure. Makoma Lekalakala et Liz McDaid avaient toutes deux un passé de militante contre le régime de l'apartheid dans les années 1980. En avril 2017, le tribunal du Cap a finalement suspendu l'accord de coopération signé par l'Afrique du Sud avec la Russie, les États-Unis et la Corée du Sud sur ce programme de construction de six à huit réacteurs nucléaires supplémentaires (l’Afrique du Sud possède déjà les deux seules centrales nucléaires du continent africain, à Koeberg),,,.